# هری تی. موری
هری تی. موری (انگلیسی: Harry T. Morey؛ ‏ ۲۱ سپتامبر ۱۸۷۳ – ۲۴ ژانویهٔ ۱۹۳۶) بازیگر تئاتر، سینما و تلویزیون اهل ایالات متحده آمریکا بود که طی دوران بازیگری‌اش، در حدود ۲۰۰ فیلم سینمایی هنرنمایی کرد.
از فیلم‌ها یا برنامه‌های تلویزیونی که وی در آن نقش داشته است، می‌توان به بازگشت شرلوک هلمز، آلومای دریاهای جنوب و ورای رنگین‌کمان اشاره کرد.